# Chraberce
Chraberce (en allemand : Krabertz ou Chrabrzetz) est une commune du district de Louny, dans la région d'Ústí nad Labem, en République tchèque. Sa population s'élevait à 118 habitants en 2021.

## Géographie
Chraberce se trouve à 7 km au nord-est de Louny, à 33 km au sud-ouest d'Ústí nad Labem et à 57 km au nord-ouest de Prague.
La commune est limitée par Libčeves au nord, par Chožov à l'est et au sud, par Louny au sud et par Raná à l'ouest.

## Histoire
La première mention historique du village date de 1102.

## Transports
Par la route, Chraberce se trouve à 7 km de Louny, à 48 km d'Ústí nad Labem  et à 73 km de Prague.